# 波氏斯帕蛛
波氏斯帕蛛（学名：Sparassus potanini）为巨蟹蛛科斯帕蛛属的动物。在中国大陆，分布于新疆等地。该物种的模式产地在新疆天山。